# Massey Drive
Massey Drive es un pueblo canadiense situado en la provincia de Terranova y Labrador.

## Superficie
Massey Drive tiene una superficie de 2,45 km².

## Demografía
En 2021, tenía 1606 habitantes, una densidad poblacional de 655,1 hab./km², y 670 viviendas.